# El Alarde de Antzuola

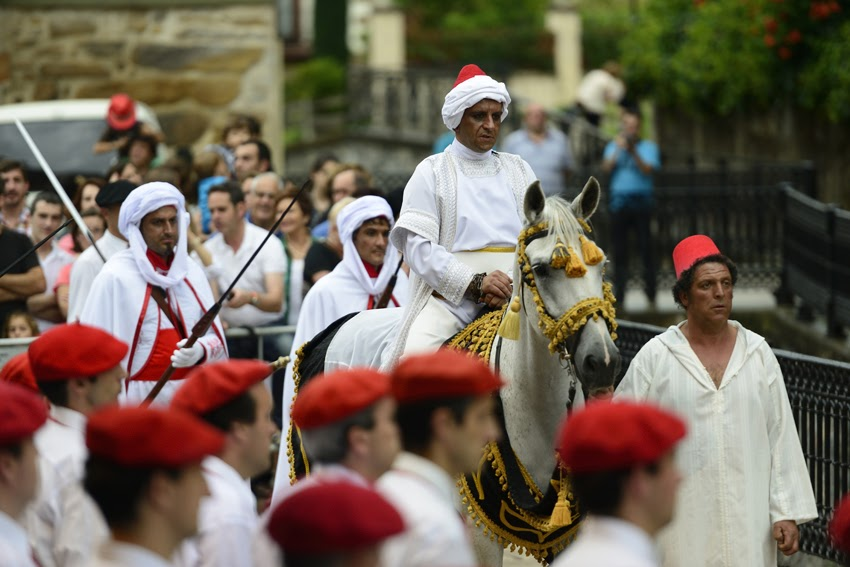
El Alarde de Anzuola y la figura del Moro.

El Alarde de Anzuola es un desfile que tiene lugar durante las fiestas de Anzuola (Guipúzcoa), el sábado por la tarde del tercer fin de semana de julio. En un tiempo, sin embargo, también fue conocida como el Alarde del Moro. El Alarde es fruto del trabajo y entendimiento colectivo de los distintos agentes culturales de Anzuola. Dado que el Alarde es el patrimonio cultural más importante, tanto el ayuntamiento de la villa como la misma asociación se han responsabilizado de organizarlo y de impulsarlo entre los y las vecino-as del pueblo, así como de divulgar fuera de Anzuola. 
Capitán, Moro, fusiles, desfile, cañones, dantzaris, versos de Iparragirre, música, nuestra bandera, el olor a pólvora… todo se entremezcla anualmente en julio en el Alarde del Moro.
El Alarde del Moro por su gran valor histórico y folclórico contribuye a enriquecer enormemente el Patrimonio Cultural del País Vasco.

## El Alarde

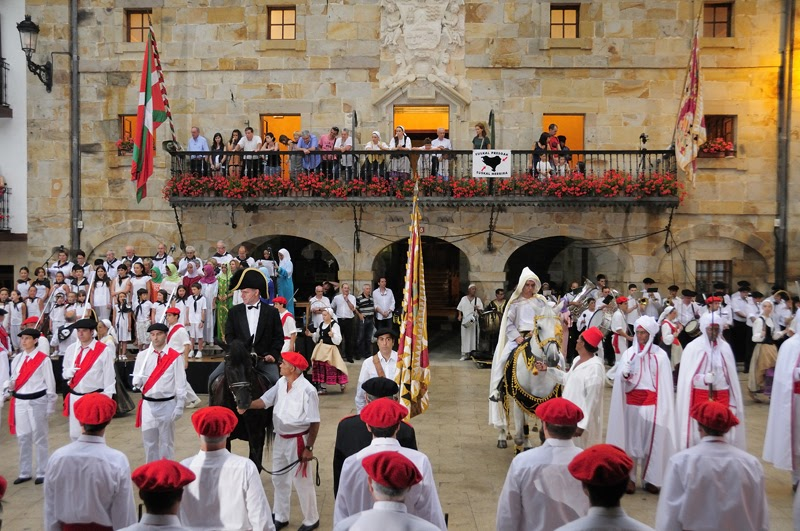
El Alarde de Anzuola en el año 2013.

La palabra Alarde es originalmente árabe, y en referencia a la definición española, significa inspección o revisión de armas. Para entender mejor el significado de los alardes en el País Vasco hay que partir de la organización militar del territorio. Una de las libertades más significativas que ha tenido el País Vasco es la de organización militar. En la base de esta organización militar estaban las milicias municipales, y, según la ordenanza provincial, todos los hombres entre 18 y 60 años debían servir en el servicio militar. Por lo tanto, dentro de estas milicias municipales se formaron compañías con la gente del pueblo, con el alcalde como su capitán. En consecuencia, para examinar las armas, averiguar quiénes eran los convocados y entrenarlos, todos los años había que realizar un alarde de hombres y armas en la plaza del pueblo. Pero, cuando el País Vasco perdió sus libertades forales en 1876, la organización militar fue equiparada con la de España, y es entonces cuando el motivo del alarde desapareció. Sin embargo, a posteriori, en varias localidades que tienen la particularidad de celebrar una batalla histórica, como Fuenterrabía, Irún, Tolosa, Elorrio y Anzuola, continuaron desfilando con dicha celebración. 
Así, el alarde que hoy conocemos en Anzuola comenzará a celebrarse a partir de 1880, aunque adaptándose a los cambios de la época. Es decir, aunque se mantenga "la supuesta participación de una compañía de anzuolanos en la batalla de Valdejunquera", la coreografía y los mensajes a transmitir han cambiado con el tiempo.

## Características específicas del alarde en la actualidad
- Es una celebración tradicional y propia, que sólo se realiza en Anzuola y que se ha transmitido de generación en generación.
- Un rito de afirmación como pueblo.
- Un elemento de nuestra identidad como pueblo.
- Se escenifica públicamente gracias a la participación popular.
- Se caracteriza por su interesante aportación al Patrimonio Cultural de Guipúzcoa.
- En la fiesta del Alarde se integran muchos elementos que la complementan: el desfile que transcurre por las calles de Anzuola y el acto de la plaza, con variadas manifestaciones culturales: musicales (el coro de niños y de personas mayores, chistularis, dantzaris, el grupo musical del Moro, las dulzainas, el quinteto de metal…) el discurso, las descargas de cañones y fusiles…
- Capacidad de adaptación a las distintas épocas. El Alarde del Moro se celebra a partir de finales del siglo XIX. En este tiempo ha sufrido transformaciones, sabiendo adaptarse a los valores de cada momento: por ejemplo, se suprimió la orden dirigida al Moro para que se quitara y pisoteara su turbante; en 1980 se euskaldunizó el discurso que hasta esa fecha era en castellano; la vestimenta también ha sufrido cambios; se han integrado las mujeres…sin embargo, la transformación mayor tuvo lugar en 2009.
- La fiesta en su totalidad se desarrolla en euskara.[3]

## Valdejunquera

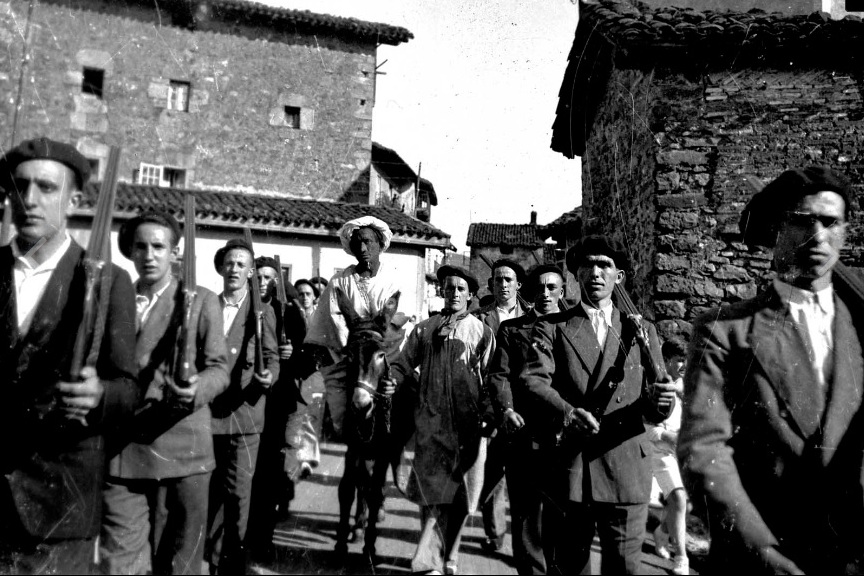
Alarde de 1934

Dentro del alarde de armas se recuerda la batalla en el valle de Valdejunquera contra Abd al-Rahman III, y que se situaría entre los municipios navarros de Salinas de Oro y Muez. Según los cronistas, aquella batalla tuvo lugar el 26 de julio de 920, con derrota cristiana, pero que según la tradición popular de Anzuola en ella tomó parte una compañía de la villa. 
Entre las características del alarde, estas son las más destacadas: la música, los bailes, el escudo, la bandera, el discurso del capitán y los versos que se cantan.

## Música

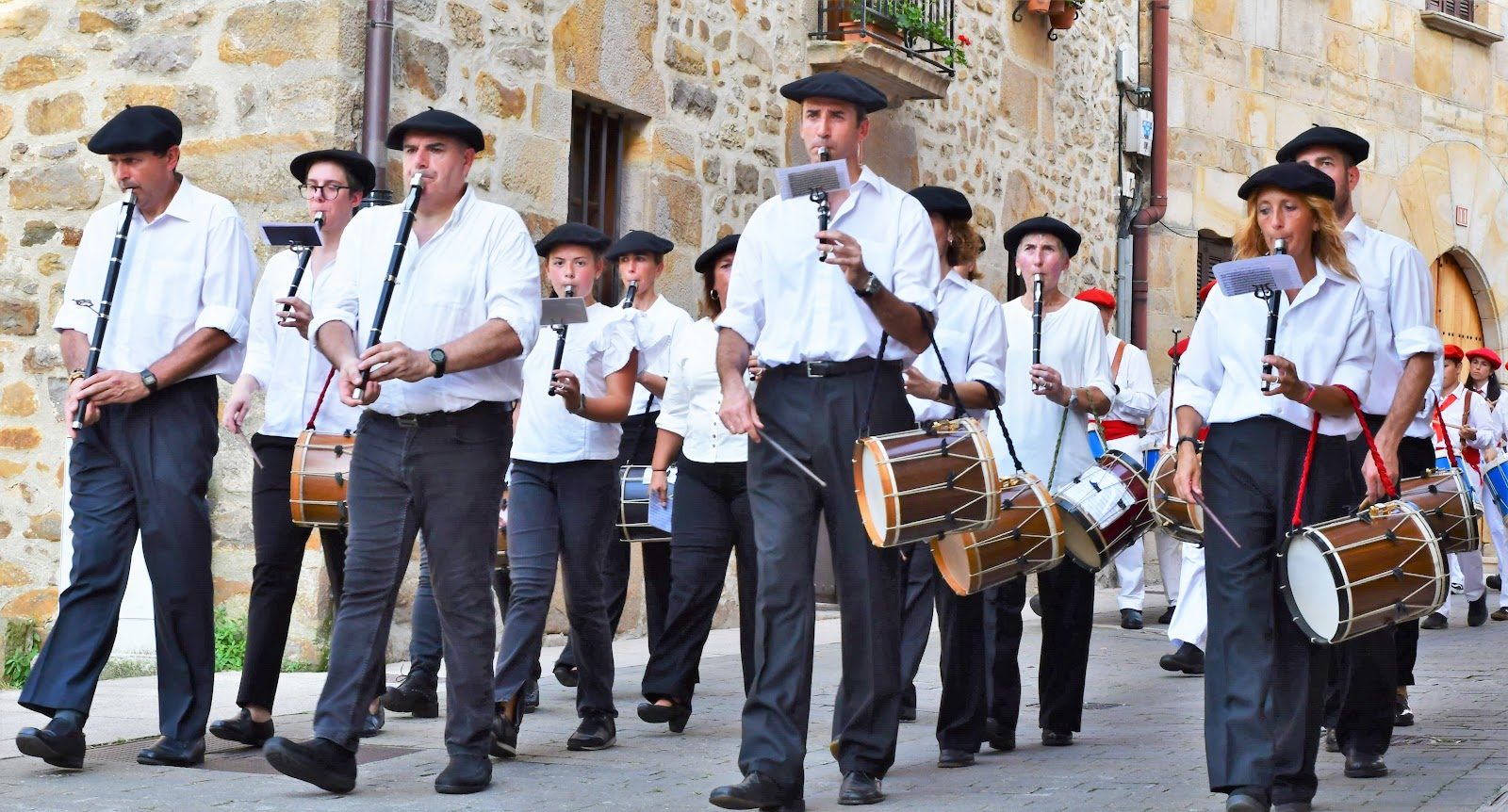
Chistularis tocando la marcha del alarde.

La música ha adquirido gran importancia y protagonismo en la escenificación del Alarde de Anzuola, y son más de una las que se pueden escuchar durante la escenificación:
- Marcha de fusileros.

La partitura de la música que escuchamos en la celebración no es de ahora. Incluso se le denomina de varias formas. En cualquier caso, es uno de los más populares de la antología de la música militar española. Esta marcha es conocida como "Música de Ordenanza de Carlos III"  o "Marcha de Fusileros para Pítanos y Tambores de Espinosa, del año 1761. Sin embargo, también la conocemos popularmente por estos otros dos nombres: "Marcha de los Infantes" o "Marcha de Fusileros".
- La Marcha Mora

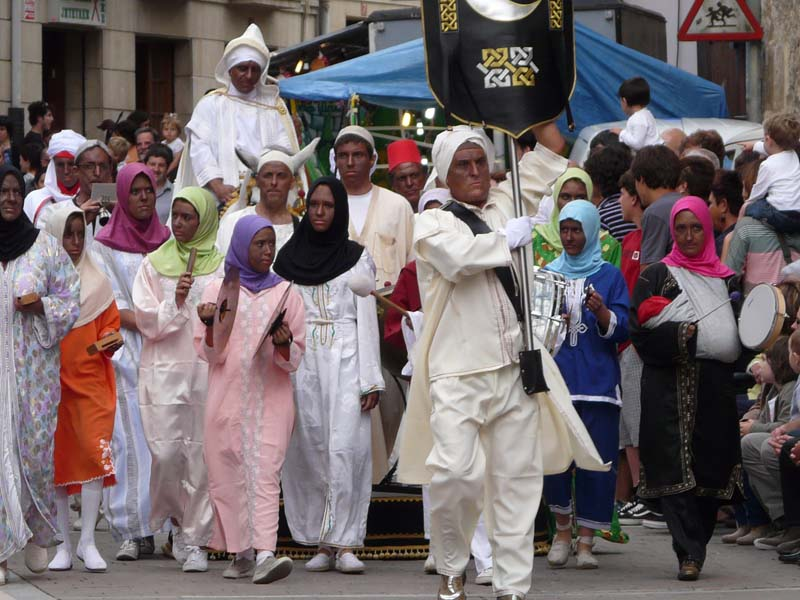
La marcha mora.

El músico Alfredo González Chirlaque realizó un arreglo de la marcha mora 'Xavier el Coixo' del compositor alicantino José Rafael Pascual Vilaplana, para el momento en que aparece el rey Moro ante la gente, utilizando el mismo esquema rítmico e instrumental típica de los desfiles de moros y cristianos de Levante, fiestas que también derivan históricamente de un alarde en sus aspectos militares. La característica fundamental de la marcha mora es que la percusión lleva timbales. Otra característica a resaltar es que el ritmo repetido es un "obstinato". La melodía, por su parte, la ponen las dulzainas. Es un instrumento integrado perfectamente en nuestro folclore y que es parte del Alarde. La dulzaina es un instrumento de la familia de la chirimia, la gaita… Es originaria del este y se identifica fácilmente con la música árabe. Como no podía ser de otra manera, también es un instrumento que nos une a Navarra.
- Biribilketa Alborada de Segura

El Alarde propiamente dicho comienza con la entrada en la plaza del capitán de Anzuola con sus tropas en formación, en el momento de la revista de armas.
Para dar a ese momento la importancia y la seriedad que merece se eligió una pieza musical muy significativa: la Alborada de Segura. Es una pieza que provoca cierta nostalgia entre la población antzuolarra, ya que es una pieza que ha sido interpretada durante años por nuestros chistularis.
- El Zortziko `Anzuola´

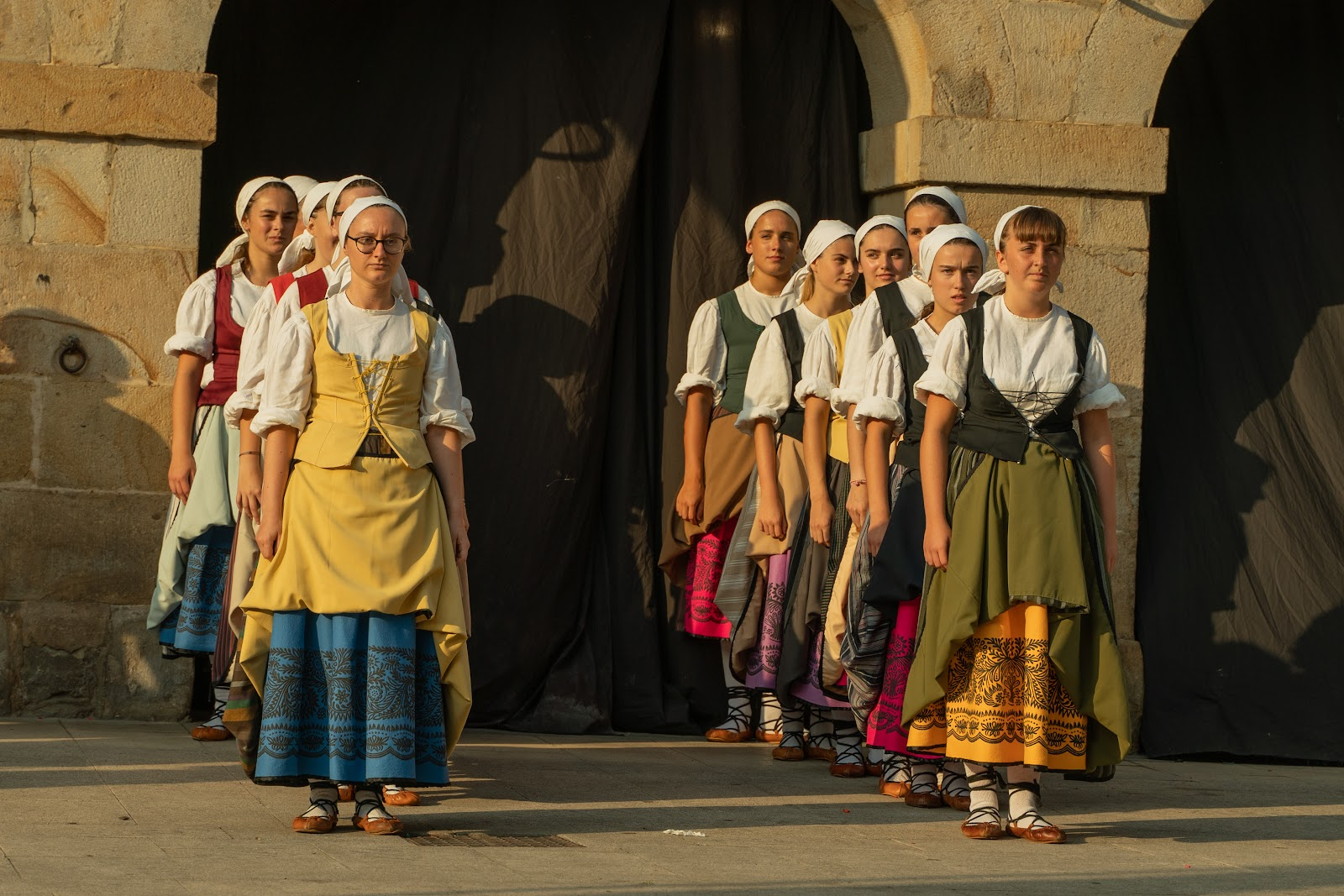
Zortziko danza.

Hace unos años, el compositor José Ignacio Ansorena ofreció un zortziko a los chistularis de Anzuola. Este zorcico se interpreta a lo largo del Alarde entre los versos de Iparragirre.
Estas piezas musicales se utilizan en danzas que bailan las chicas y que han sido expresamente creadas para el Alarde.
- La canción del Alarde

Hace unos años, el director de la banda de Vergara compuso una pieza para la banda, que recogía las melodías de la marcha del Alarde y los versos de Iparragirre. Desde entonces, cada año la interpretan en el concierto que ofrecen en las fiestas de Anzuola. Es ya una pieza muy conocida, y las y los espectadores acompañan con sus palmas sus compases más rítmicos.
A esta música se le ha añadido una letra que, en las últimas ediciones del Alarde, la cantan conjuntamente el coro y los espectadores.
Con esta canción, a modo de despedida, finaliza el Alarde.
| (1)Antzuolako auzoak Basalde, Lizarraga Irimoi biak eta Galartza, Uzarraga (2) Herrigune xarmanta mendi, baserriak ditugu inguru maite ta ikusgarriak (3) Ongi etorriak izan beti gure herrira kantuz ospa dezagun guda bukaera (4) Irten gaitezen denok Herriko plazara eskeintzen dizuegu geure besarkada (5) Irten gaitezen denok Herriko plazara kanta dezagun harro: Antzuolarrak gara! |
| --- |

## Danzas de Troqueo

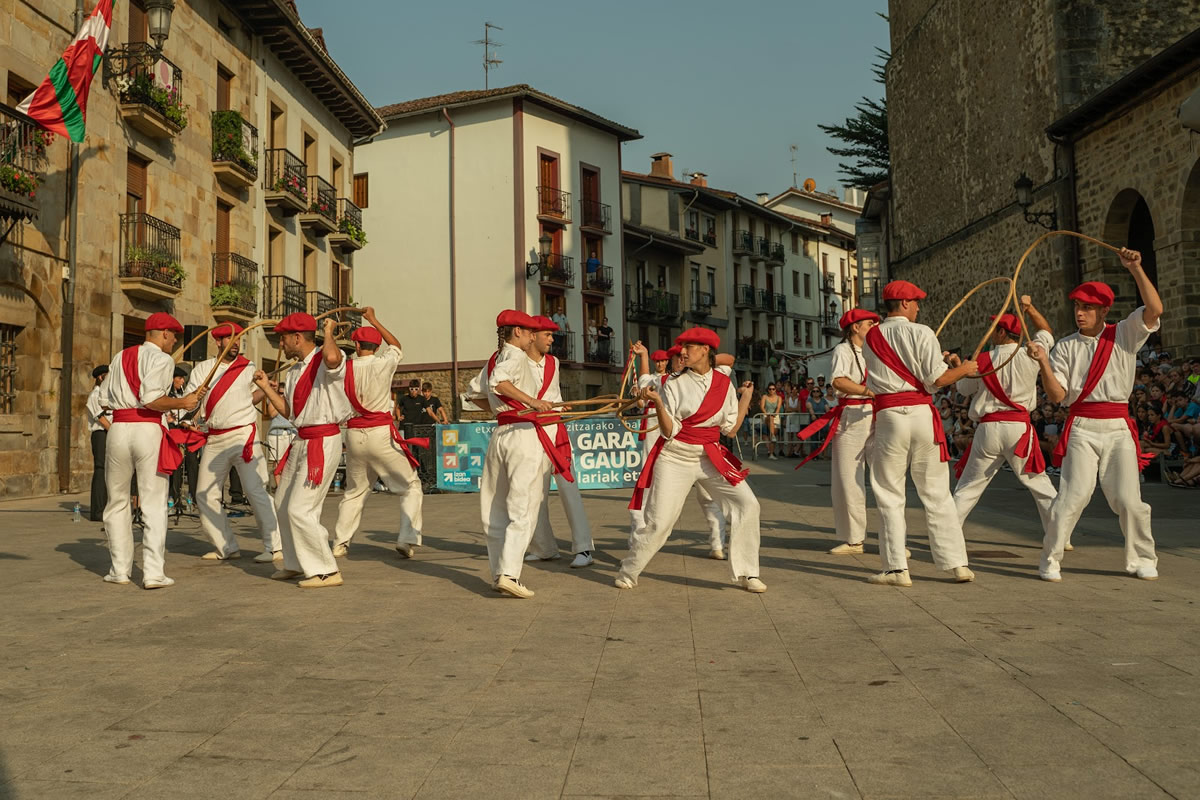
Arku dantza (danza de troqueo).

Nuestro pueblo, entre otras costumbres, también ha conservado algunas danzas. Las danzas mencionadas son cuatro: Makila Txiki dantza, Uztai o Arku dantza, Makila Handi dantza y Zinta dantza. Los cuatro bailes se bailan solo en el alarde.
La pasión de Anzuola por el baile es antigua. A partir de 1845 aparecen las danzas actuales, las que conocemos como “danzas de troqueo”; es decir, palos pequeños y palos grandes. En 1878, en cambio, se añade la danza de las cintas. Y finalmente, en 1886, la danza del aro o arco. 
La que más se diferencia de otras similares es la Makila Txiki dantza. El paso llamado boastitzea no aparece en ninguna otra. Su ritmo es, también, bastante diferente, aunque contiene partes similares a otras.
El ritmo de Uztai o Arku dantza es igual a otras, pero muy diferente su manera de interpretarla: cuando chocan sus arcos, nunca lo hacen estando frente a frente. También es muy diferente el movimiento de sus pies.

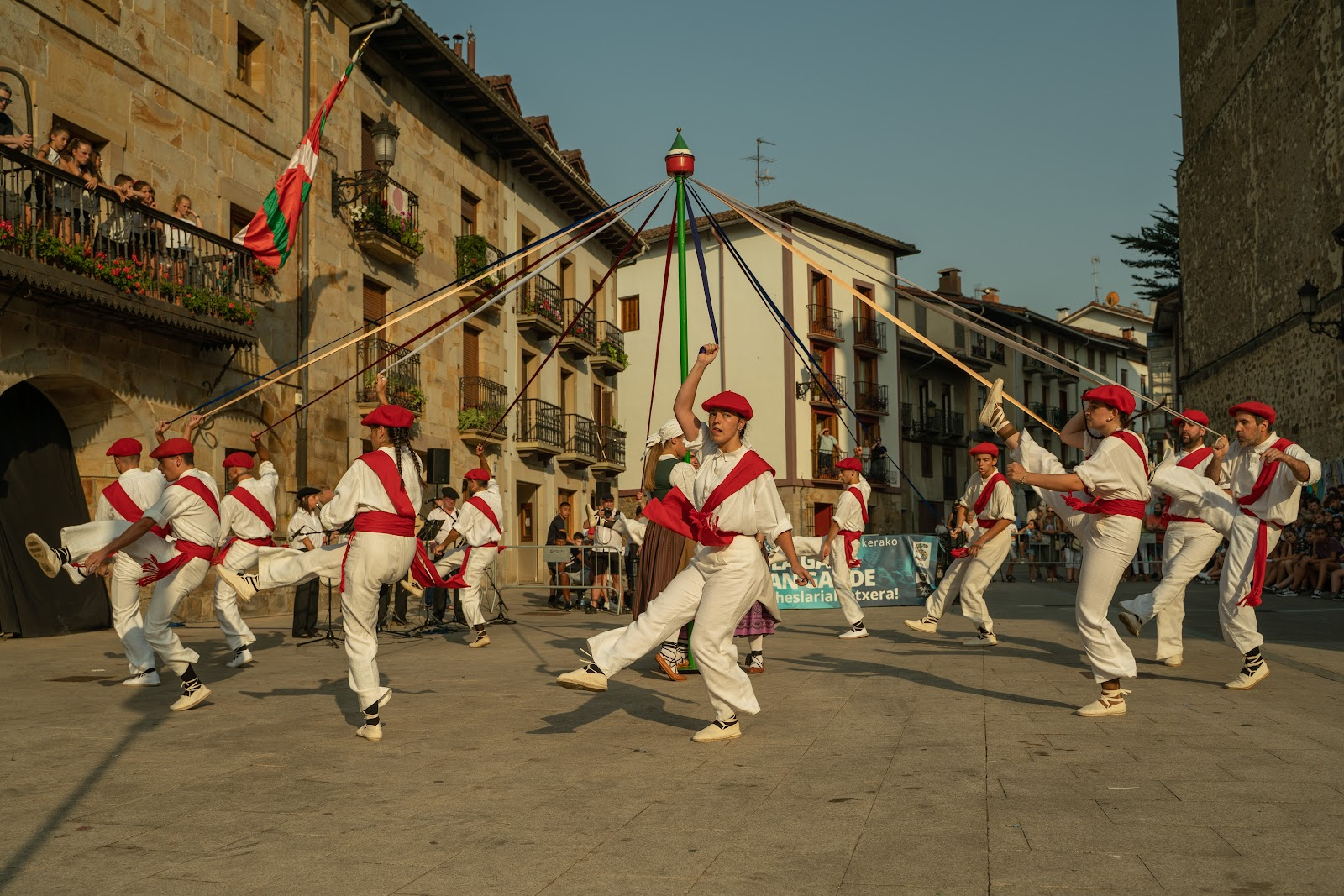
Zinta dantza (danza de troqueo).

Por último, la Zinta-dantza. La acción de atar y desatar la cinta se realiza casi de la misma forma que en el resto de Guipúzcoa, pero la melodía sí tiene diferencias, pues la del zorcico no se ha escuchado en otros lugares, y ya hace unos 80 años que se utiliza la melodía llamada Iriarena al desatar las cintas. Además, hay algo que no aparece en otros lugares y que aquí se recuerda desde siempre y se mantiene: al desatar las cintas se sueltan dos palomas blancas del interior de la jaula colocada en un extremo del palo.
Aparte de las danzas mixtas “del troqueo y de la cinta”, los componentes del grupo Oinarin de Anzuola crearon un baile que al principio fue totalmente femenino, y que acompaña al zorcico “Antzuola” creado en 1993 José Inazio Ansorena, mientras se cantan los versos de Iparragirre.

## Escudo de armas

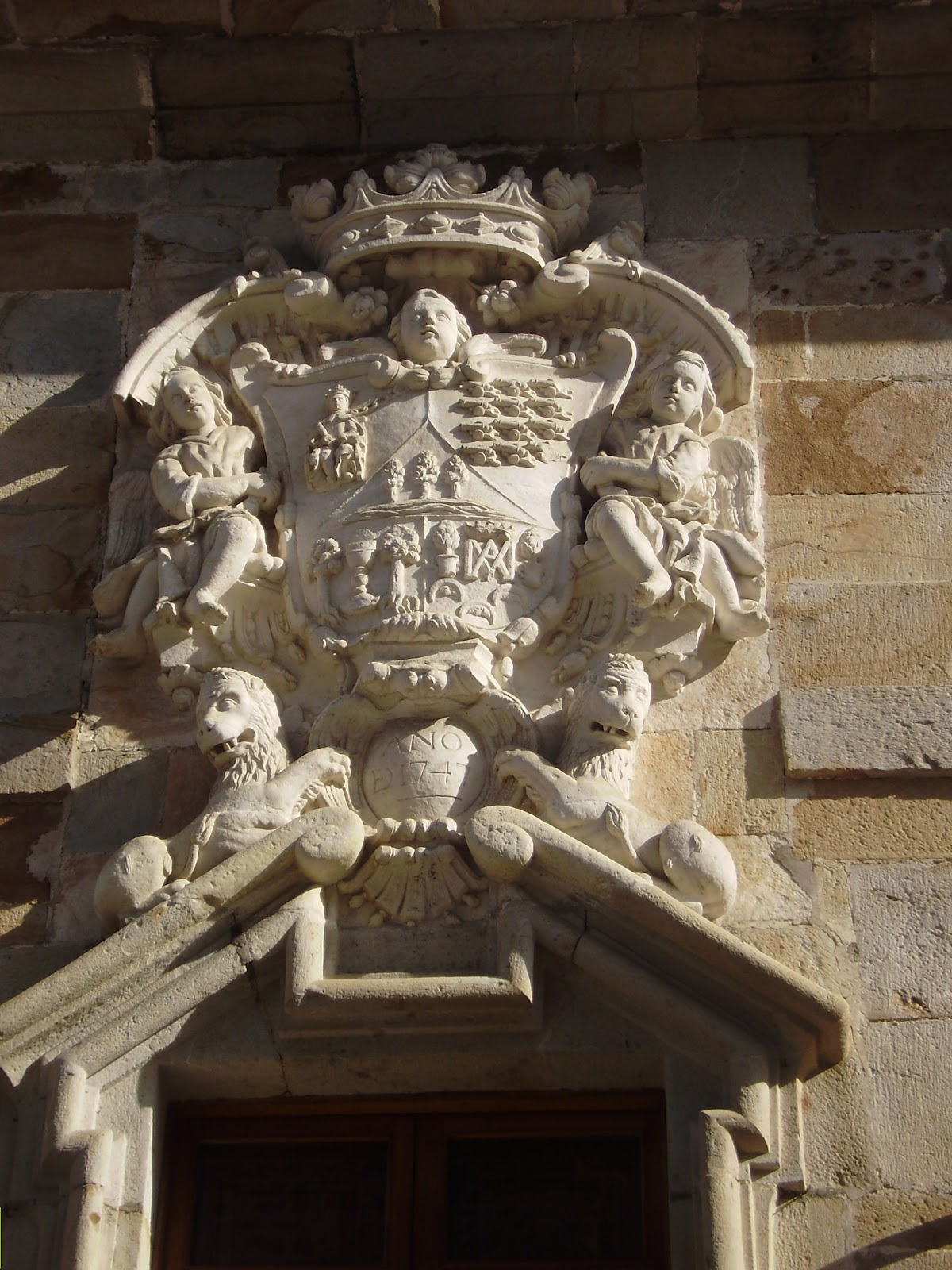
Antiguo escudo de armas de Anzuola en la fachada del ayuntamiento.

El escudo de Antzuola data de 1745 y tomó de Guipúzcoa los dos cuarteles superiores: a la izquierda, un rey coronado, y a la derecha, los doce cañones de la batalla de Belate. La imagen del rey, sin embargo, es diferente a la de Guipúzcoa, porque además de estar en el trono, va encadenado al cuello con una cadena de oro.
En la parte inferior, en el lado izquierdo, sobre el campo verde hay un cáliz de oro y una hostia de plata en la parte superior, y a cada lado, un pino verde resaltado en oro.
En el lado derecho del escudo, coronado el nombre de María, todo en oro y a cada lado un arbolito en cántaros de plata, y en la parte inferior del escudo, tres media lunas.
El escudo y la supuesta participación de los vecinos de Anzuola en la batalla de Valdejunquera está recogida de la certificación de armas de la villa que se guarda en el archivo del ayuntamiento, y que no tiene ninguna base histórica.

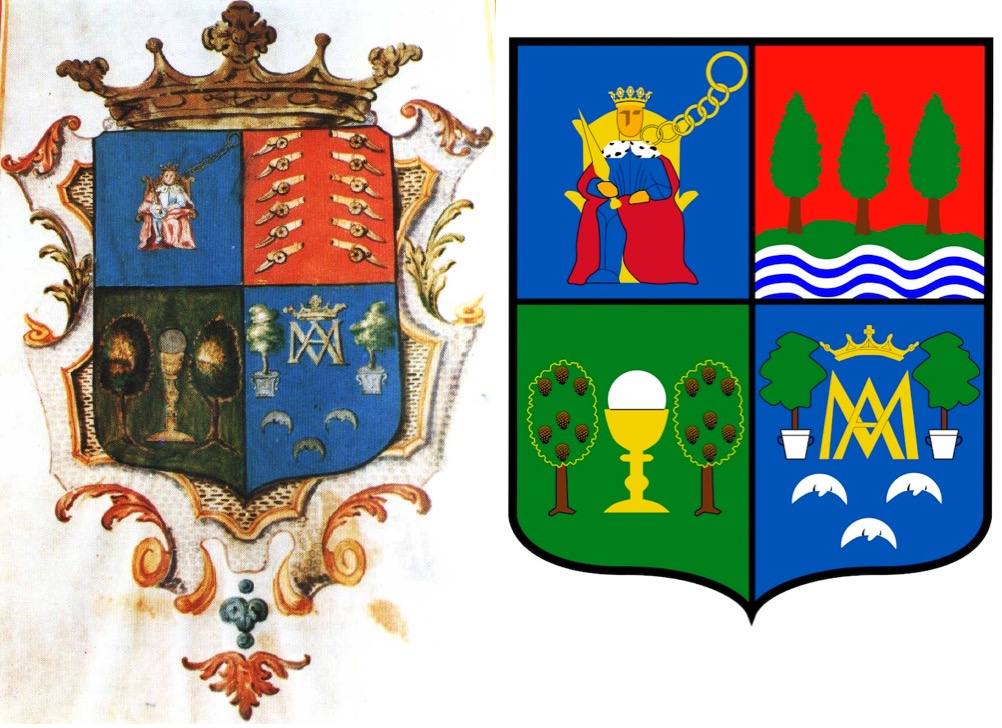
El renovado escudo de Anzuola.

Fruto de la investigación de Rosa Ayerbe, en julio de 2009, el Ayuntamiento consultó a Eusko Ikaskuntza al respecto. Tras consultas, en febrero de 2011 se decidió retirar los doce cañones del escudo de Anzuola, y en julio de 2018 aceptar el nuevo escudo oficial de la localidad, pero respetando el de la fachada del ayuntamiento. De hecho, Rosa Ayerbe, doctora en historia y experta en heráldica, en su investigación sobre el escudo de Anzuola, dice:  "con todo lo observado creemos poder afirmar que, siendo el rey del escudo guipuzcoano el rey castellano Enrique IV, el rey encadenado que aparece en el escudo de Guipúzcoa de aquella época y que pasará después al escudo de Anzuola, es el rey aragonés, preso por los guipuzcoanos en una acción bélica que supuso la liberación del rey navarro… (porque era la creencia que circulaba en la Corte y se plasmó en los escudos que se dibujaban en ella). Ni rey navarro ni Alfonso VIII, ni emperador romano ni rey moro. Todo ello es invención y fantasía…" .

## La bandera

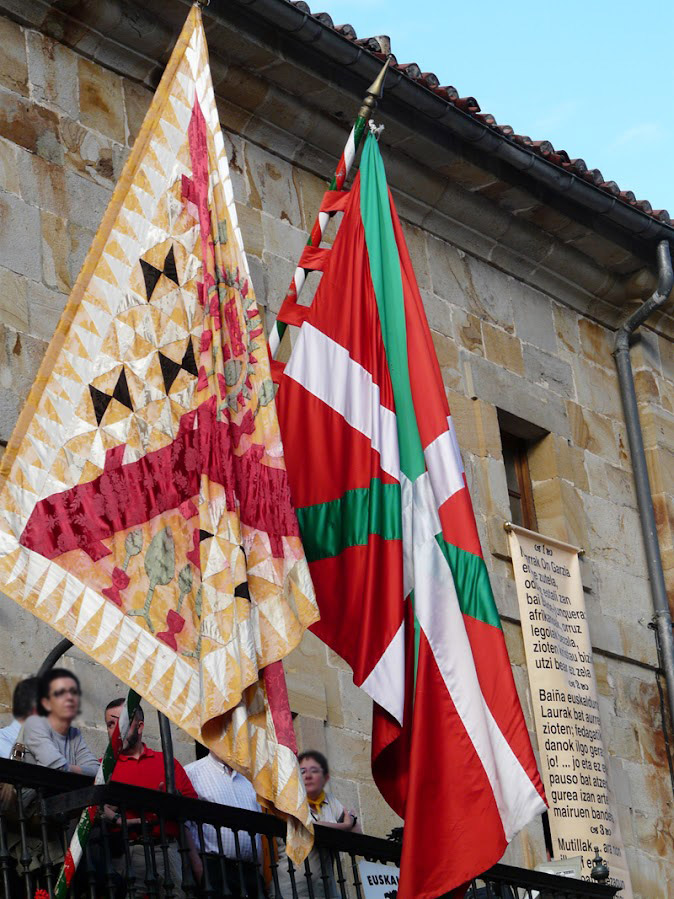
La bandera de Anzuola y la del Alarde, junto con la vasca.

La bandera utilizada en el desfile es también la bandera de Anzuola desde el 12 de diciembre de 1997. Las imágenes que contiene son las correspondientes a la parte inferior del escudo de la villa, y que a la vez corresponden a la Certificación de Armas de 1745. La bandera actual es una copia de otra bandera hecha en 1863.

## El discurso
Tras el desfile de armas por el pueblo, la segunda parte del alarde incluye, entre otras cosas, el discurso del capitán. Durante el discurso se destaca la batalla de Valdejunquera y la participación de una compañía de Anzuola. No obstante, el texto original ha sufrido algunos cambios con la intención de adaptarlo mejor a la situación actual, pero la mayor parte está tomada de la certificación de armas de 1745.
El desfile es una fiesta que ha ido evolucionando a lo largo de los años. En los años de 1980, los textos del discurso que antes se manifestaban en castellano se tradujeron al euskera. Desde 2009 se dignifica la imagen del moro y su séquito y, con el fin de suavizar el discurso, se modifican varias palabras y citas del texto para adaptarse a ambos géneros o reflejar la diversidad lingüística y cultural. Así, en 2011 se adaptó a la lengua de Anzuola.

## Versos de Iparraguirre

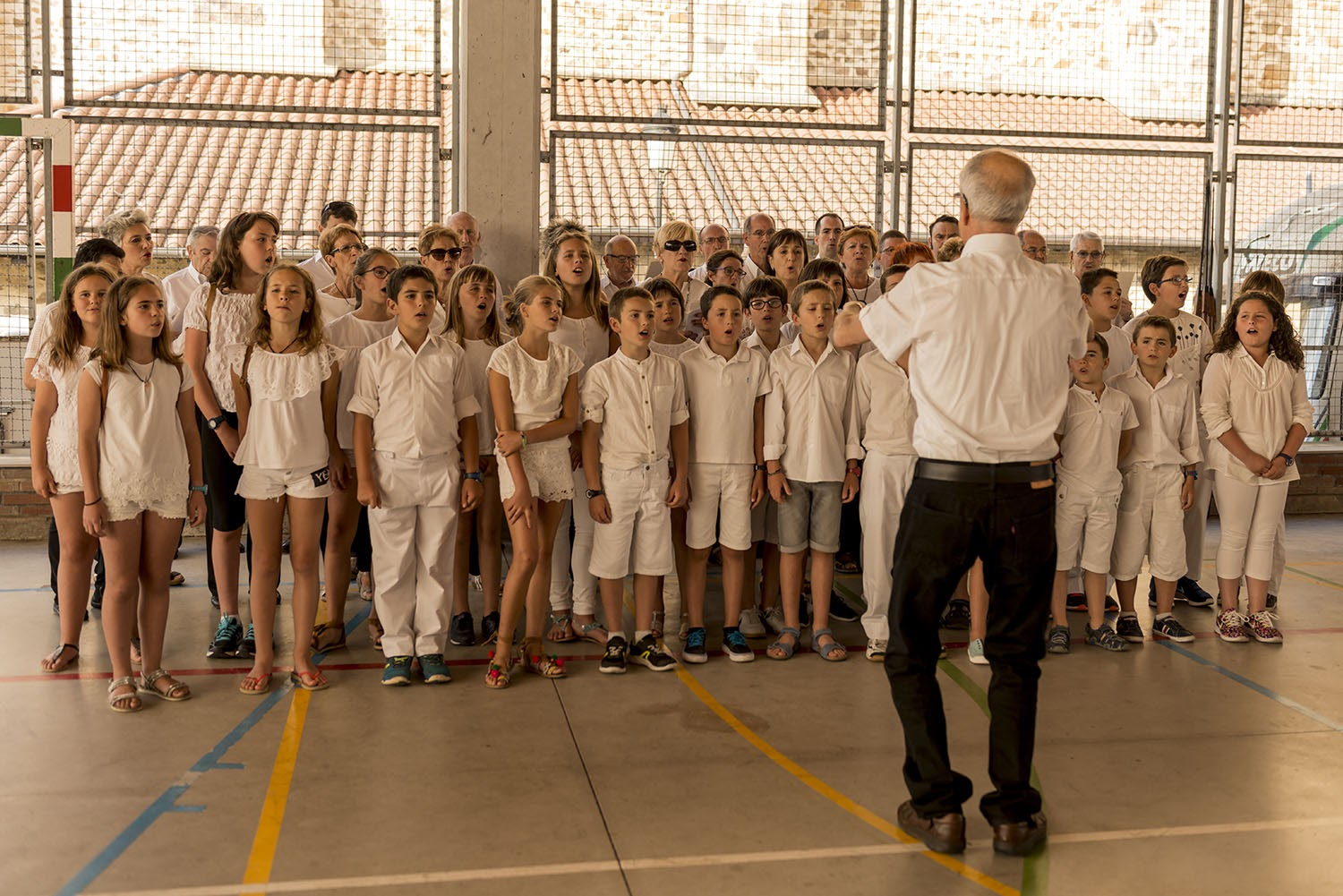
Coro del alarde.

Durante el acto que se celebra en la Plaza también se cantan los versos escritos para los anzuolanos hacia 1878 por el célebre poeta urretxuano José María Iparragirre.  Ese año era también significativo, porque una vez concluidas las guerras carlistas, Navarra había perdido relaciones con las demás provincias vascas, y estas últimas habían perdido sus fueros en 1876 . Por eso el último verso de Iparraguirre es el más significativo, porque es allí donde se proclama no perder la conexión de hermandad con Navarra: Laurak bat.
Una de las consecuencias de la pérdida de fueros (1876) fue la pérdida del ordenamiento militar propio, que ocurrió en 1877. Por lo tanto a partir de aquel año las provincias vascas se equipararon a la española.  Influenciado por estos hechos, Iparragir escribió los siguientes versos a los habitantes de Anzuola, precisamente con el objetivo de continuar con las costumbres vascas.

## "Hondarribia Berdintasun Hiria" saria (2023)[13]

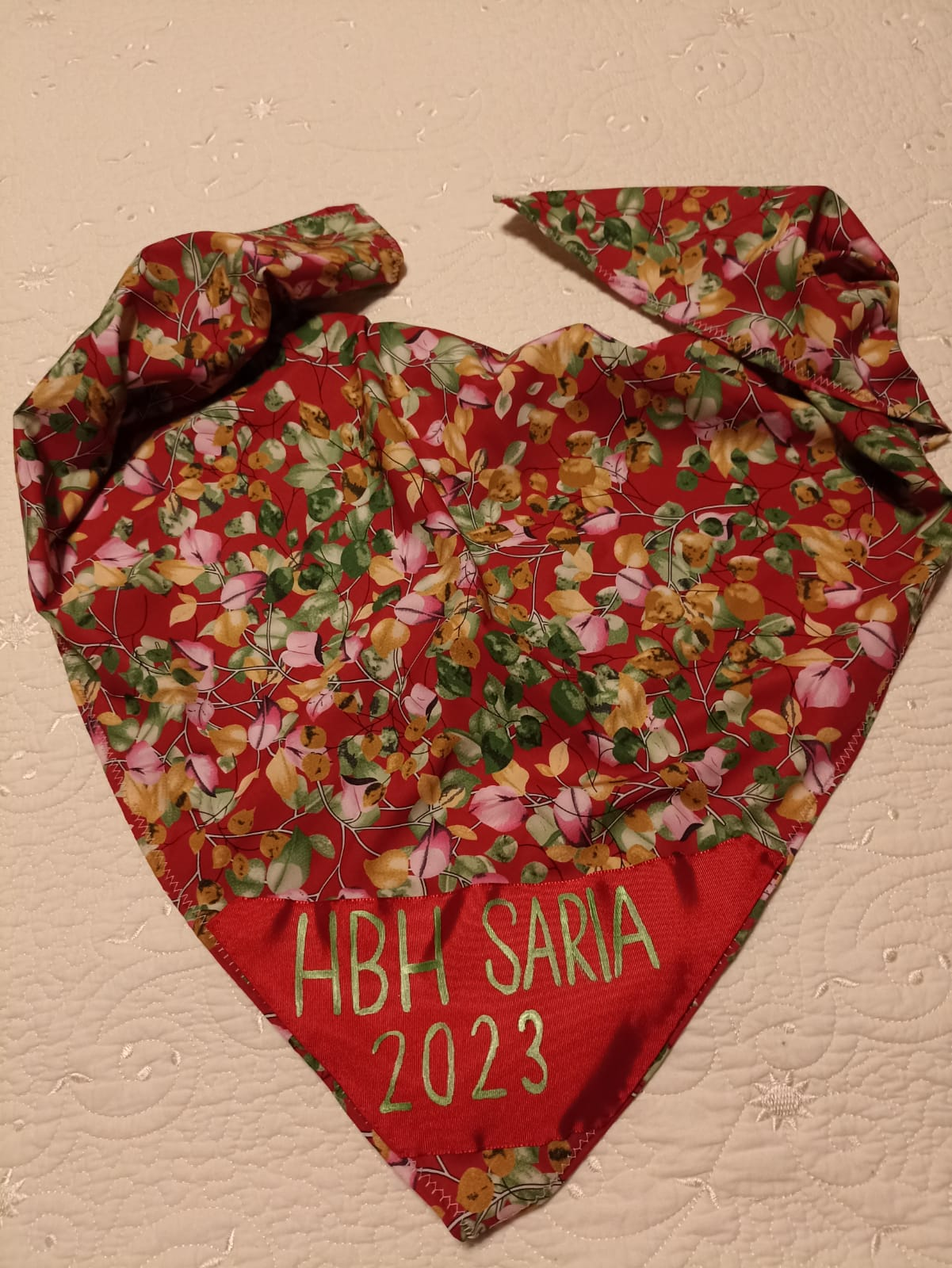
Fuenterrabía, Ciudad de Igualdad, 2023

La compañía Jaizkibel del Alarde de Fuenterrabía ha decidido otorgar el premio "Hondarribia Berdintasun Hiria" (Fuenterrabía, Ciudad de Igualdad) al Alarde de Antzuola, en reconocimiento a su labor en favor de la igualdad y en contra del racismo durante tantos años. El jurado compuesto por Nieves Alza, Garbiñe Biurrun, Maialen Iriarte, Fermín Muguruza y Arantza Urretabizkaia tomó el acuerdo por unanimidad.